# Pravo u 1441.
◄◄ | ◄ | 1438. | 1439. | 1440. | 1441.  | 1442. | 1443. | 1444. | ► | ►►
Arhitektura • Astronomija • Glazba • Knjige • Književnost • Kršćanstvo • Medicina • Pravo • Promet • Slikarstvo • Znanost
Pravo u 1441.

## Hrvatska i u Hrvata

### Događaji
- Cresko-osorski statut

## Vanjske poveznice
|  | Zajednički poslužitelj ima još gradiva o temi Pravo |